# Dionisio Paravisino
Dionisio Paravicino va ser un tipògraf italià del segle xv que va estar actiu a Cremona des del 1471, després a Como (1474) i a Milà (des del 1476; l'última edició coneguda va ser Rudimenta grammatices de N. Perotti, 1478). Va ser el primer a Itàlia en imprimir un llibre totalment en caràcters grecs, l'Erotemata de Constantí Lascaris.